# Rivka Oxman
Rivka Oxman (en hebreo: רבקה אוקסמן‎, 6 de abril de 1950-16 de marzo de 2025) fue una arquitecta e investigadora israelí. Profesora del Technion-Instituto Tecnológico de Israel en Haifa, su campo de investigación está relacionado con el diseño y la computación, incluidos la arquitectura y los métodos digitales, y la exploración de su contribución a la aparición de nuevos paradigmas de diseño y práctica arquitectónicos.

## Biografía
Oxman asistió a la Escuela Reali Hebrea de Haifa hasta 1966. Se graduó en el Instituto de Tecnología Technion - Israel, donde luego se convirtió en profesora de la Facultad de Arquitectura y Urbanismo. Ha sido profesora visitante en la Universidad Stanford y de la Universidad Técnica de Delft y ha realizado estancias en el MIT y en Berkeley. Ha trabajado en la Universidad de Sídney y en la Universidad Kaiserslautern. En 1975 se casó con su compañero, el arquitecto Robert Oxman, y tienen dos hijas, Neri y Keren. 
En 2006 se convirtió en consejera de DRS, Design Research Society, una sociedad de investigación sobre el diseño. Es editora asociada de la revista Design Studies, y miembro del consejo editorial de otras revistas sobre teoría del diseño y diseño digital. En 2010, ella y su esposo coeditaron un número especial de la revista Architectural Design con el título de “New Structuralism" y esta leyenda: "la convergencia del nuevo diseño, la ingeniería y la tecnología arquitectónica hacia un nuevo modo de sintetizar materiales y crear espacios". En 2014 editaron el libro Teorías de lo digital en arquitectura, una descripción general del campo con capítulos de docenas de colaboradores.

## Publicaciones
- Oxman Rivka (1990). "Design Shells: A Formalism for Prototype Refinement in Knowledge-Based Design Systems". Artificial Intelligence in Engineering Vol. 5, No. 9
- Oxman Rivka (1990). "Prior Knowledge in Design, A Dynamic Knowledge-Based Model of Design and Creativity" Design Studies, Butterworth-Heinemann. Vol.11, No.1
- Oxman Rivka (1994). "Precedents in Design: a Computational Model for the Organization of Precedent Knowledge", Design Studies, Vol. 15 No. 2
- Oxman Rivka (1997). "Design by Re-Representation: A Model of Visual Reasoning in Design" in Akin O. (ed.) a special issue on Prescriptive and Descriptive Models of Design, Design Studies, Vol. 18, No. 4
- Oxman Rivka (1999) "Educating the Designerly Thinker” in W.M. McCracken, C.M. Eastman and W. Newsletter (eds.) special issue on Cognition in Design Education, Design Studies Vol. 20, No.2
- Oxman Rivka (2001). “The Mind in Design - A Conceptual Framework for Cognition in Design Education” in C. Eastman, W.M. McCracken and W. Newsletter (Eds.) Knowing and Learning to Design: Cognition in Design Education, Elsevier, Oxford
- Bar-On D.* and Oxman R. (2002) “Context Over content: ICPD, A Conceptual Schema for the Building Technology Domain” Automation in Construction, Vol 11, No.4
- Oxman Rivka (2002). “The Thinking Eye: Visual Re-Cognition in Design Emergence”. Design Studies, Vol. 23 No. 2 
This paper received the Annual Design Studies Best Paper Award, granted by the Design Research Society and Elsevier Science.
- Oxman Rivka (2003) “Think-Maps: Teaching Design Thinking in Design Education”. Design Studies, Vol. 25 No. 1
- Oxman Rivka, Palmon O.* Shahar M. and Weiss P. T. (2004). "Beyond the Reality Syndrome: Designing Presence in Virtual Environments" in Architecture in the Network Society, ECAADE 2004, European Computer Aided Architectural Design in Education, ISBN 0-9541183-2-40-9541183-2-4 Copenhagen, Denmark
- Oxman Rivka (2006) “Theory and Design in the First Digital Age” Design Studies, Vol. 27  No. 3
- Sass L. and Oxman Rivka (2006) “Materializing Design” Design Studies, Vol. 27 No. 3
- Oxman Rivka (2007) "Digital Architecture: Re-thinking Theory, Knowledge, Models and Medium - Challenge to Digital Design and Design Pedagogy"
- Oxman Rivka (2008) “Performance based Design: Current Practices and Research Issues” IJAC International Journal of Architectural Computing Vol. 6 Issue 1
- Oxman Rivka (2010) “Morphogenesis in the theory and methodology of digital tectonics“ in a special issue on Morphogenesis, IASS: Journal of the International Association for Shell and Spatial Structures, 51(3)
- Oxman Rivka and Oxman Robert (2010) Guest Editors, “The New Structuralism: Design, Engineering and Architectural Technologies”, a special issue of Architectural Design. Wiley Publications, July 2010, ISBN 978-0-470-74227-3978-0-470-74227-3

### Libros
- Theories of the Digital in Architecture (2014) - Rivka Oxman and Robert Oxman, Editors, ISBN 978-0415469241978-0415469241